# ربابه مرادوا
ربابه مرادوا (زادهٔ ۲۱ مارس ۱۹۳۰ اردبیل – درگذشتهٔ ۲۸ اوت ۱۹۸۳ باکو) (به شمسی ۱ فروردین ۱۳۰۹ اردبیل – ۱۴ شهریور ۱۳۶۲ باکو) خواننده ایران زاده ی آذربایجانی بود.

## دوره کودکی
(ربابه اشراقی) در ۲۱ مارس ۱۹۳۰ م درشهر اردبیل در محله عالی قاپوی کوچه دربندلر یا دربندلی عالی قاپو یکی از محلات قدیمی اردبیل واقع در مجاورت بقعه شیخ صفی الدین اردبیلی و درخانواده‌ای مذهبی متولد گردید. وی از سنین نوجوانی در گروه‌های تئاتر و موسیقی اردبیل شرکت می‌نمود. پدرش میرزاخلیل (mirza khalil)روحانی خوش صدایی بود که قرآن را به نیکویی قرائت می‌کرد. علاقه وی به موسیقی باعث شد پدرش او را به دانشگاه موسیقی باکو بفرستد.  او دو خواهر بنام طاهره مرادوا و ماهرخ مرادوا نیز دارد.

## دوره مهاجرت و موفقیت
در سال ۱۹۴۶ به دنبال دستگیری پدرش و بعد از خاتمه غائله آذربایجان در سال ۱۳۲۵ ربابه به اجبار و با دو برادر، سه خواهر و مادرش به جمهوری آذربایجان و به شهر علی بایراملی مهاجرت می‌کنند. او در تئاتر آن شهر شروع به فعالیت می‌کند. در سال ۱۹۵۰ یک گروه فرهنگی جهت اجرای برنامه‌های فرهنگی از باکو به آن شهر اعزام می‌شوند. در آن گروه، گروهی بود که تئاتر اجرا می‌کرد. از قضا خانمی که نقش خرامان خانم را ایفا می‌کرد بیمار می‌گردد و مسئول شهر علی بایراملی به ربابه پیشنهاد بازی در آن نقش را می‌نماید و او با شوق می‌پذیرد. در راستای اجرای این نقش آوازی دربیات کرد می‌خواند که نظر علی عسگر علی اکبروف را جلب می‌نماید.  با  پیشنهاد او تحصیل در موسیقی آذربایجانی از جمله خان شوشینسکی را شروع کرده و به اتفاق اسلام رضایف خواننده موسیقی مقامی در سال ۱۹۵۳م از کالج آصف زینالی باکو فارغ‌التحصیل گردید. او از سال ۱۹۵۴م در سازمان اپرای آذربایجان و تئاتر Ballet شروع به فعالیت می‌نماید. او شروع به ایفای نقش‌های اپرایی می‌نماید که تا ابد از ذهن‌ها فراموش نخواهد گشت. نقش‌های لیلی (اپرای لیلی و مجنون) و اصلی (اپرای اصلی وکرم) را برای چند سال متوالی ایفا می‌کند. به اعتراف عارف بابایف و نزاکت تیموراوا هیچ‌کس به زیبایی و ظرافت ربابه ایفای نقش ننموده است. خود ربابه گفته است: «من نقش لیلی را اجرا نمی‌کنم، بلکه بهانه‌ای است که من بخت و اقبالم را اجرا کنم. آنچه که من می‌خوانم درفراق زادگاهم اردبیل است…».
طاهره اشراقی خواهر ربابه که خود از خوانندگان موسیقی آذربایجانی است خاطراتی از ربابه به شرح ذیل نقل می‌کند:
ربابه دلتنگ اردبیل بود. او برای شب‌های زیبای اردبیل دلتنگ شده بود. برای زمستان اردبیل، برای بهار اردبیل.
او همیشه بخاطر دوری از اردبیل سوخت و ساخت و گریست. می‌گفت: کاش راه‌های ایران - شوروی باز بود و من به هر زحمتی که شده است خود را به اردبیل می‌رساندم. هر ذره از خاکش را بوسیده و در آنجا می‌مردم.
میراحمد عسکرلی از کارکنان مرزی شوروی نقل می‌کند:
ربابه برای نزدیکی به اردبیل اکثر کنسرتهایش را در نوار مرزی آذربایجان و در همسایگی اردبیل اجرا می‌نمود. روزی که به آستارا (آستارای شوروی) آمده بود از مرزبان خواست تا مرز را برای او باز نمایند تا او خود را به اردبیل نزدیک حس کند. مرزبان با وجود خفقان شدید دولت شوروی با مسئولیت خویش مرز را فقط به خاطر حرمت و ارزش ربابه باز می‌نماید. ربابه خود را به روی پل ارتباطی بین آستارای ایران و آستارای شوروی می‌رساند و باصدای حزینی ترانه قره گیلا را آنچنان برای اردبیل زمزمه می‌کند که اشک از گونه‌های خود و دیگر مرزبانان جاری می‌گردد (تنها کسی که در آواز قراگیله نام کوچهٔ زادگاه خود را آورده است:دریند آراسی کونلوم یارالی… اشاره به دربندلی و جایی که خاطره‌هایی با نامزد خود در اردبیل را داشته است که به هنگام مهاجرت به باکو از هم دور ماندند)
. طاهره مرادوا عضو گروه موسیقی باکو که این گروه از استادان موسیقی آذربایجان تشکیل شده، در تاریخ۱۹/۰۴/۱۳۸۳درفرهنگسرای هنر (ارسباران) تهران برنامه‌ای اجرا کردند.

## دوره آخر عمر
او در اواخر عمر به بیماری دیابت مبتلا گردید. از او یک دختر بنام قمر به یادگار مانده‌است که اکنون در باکو در قید حیات است. به نقل از خواهرش طاهره، او در چند ماه آخر حیاتش دربستر بیماری افتاد و در سال ۱۹۸۳م در باکو همچنان که در حسرت اردبیل می‌سوخت درسن ۵۳ سال و ۵ ماه داشت، دارفانی را وداع و چشم از جهان فروبست. وصیت نموده بود که درمراسم تدفین وی کامیل جلیلوف از موسیقدانان بنام آذربایجان، ساز قوپوی ساز قوپوی (بالابان (ساز)) بنوازد؛ و همچنین به خواهرش طاهره وصیت نموده بود که یک مشت خاک از حیات منزلشان در اردبیل بر روی قبرش بریزند تا قلب نا آرامش که در فراق اردبیل دلتنگ است آرام بگیرد.
او این وصیت را کرد که :"Öləndə bir ovuc Ərdəbil torpağını qəbrim üstə səpərsiniz"

## آثار
- gal biza yar
- gejalar yoxosoz goymosan mani
- ahu kimi
- heidar babaya salam
- getma getma
- intizar
- gizim
- nadan oldu
- ay gunahsiz azizim
- qara gila
- taklik
- insaf eila